# Benetton Formula
Pour les articles homonymes, voir Benetton (homonymie).
Benetton Formula est une écurie de Formule 1 fondée par Luciano Benetton à la suite du rachat de l'écurie anglaise Toleman. Benetton a participé à 260 Grands Prix de Formule 1 entre 1986 et 2001, inscrit un total de 851,5 points en championnat du monde, remporté 27 victoires, obtenu 102 podiums, 15 pole positions et 36 meilleurs tours en course.
Elle a connu son heure de gloire avec les titres de champion du monde des pilotes de l'Allemand Michael Schumacher en 1994 et 1995 et le titre mondial des constructeurs en 1995.
En déclin à partir de 1996, l'écurie est rachetée par le constructeur automobile français Renault en 2000.
La saison 2001 est la dernière disputée sous le nom Benetton-Renault avant de devenir  Renault F1 Team en 2002.

## Historique

### 1983-1985: de sponsor à constructeur

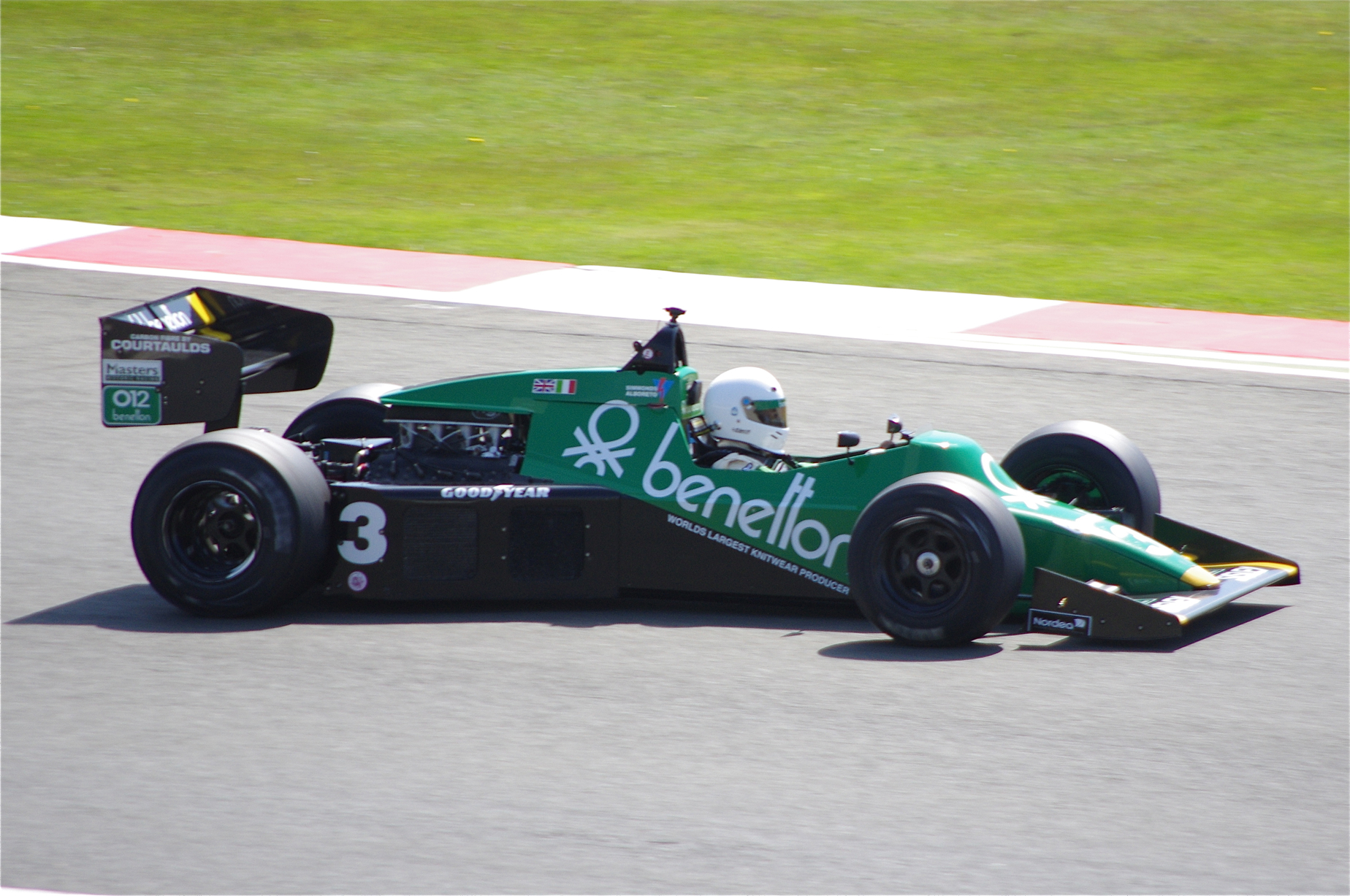
La Tyrrell 012 de Michele Alboreto, sponsorisée par Benetton.

Au début des années 1980, la famille Benetton, impliquée dans le commerce de l'habillement, décide de promouvoir sa marque de prêt-à-porter éponyme en sponsorisant plusieurs clubs sportifs professionnels à Trévise, en Italie. Ainsi, Benetton soutient le Pallacanestro Trévise (basket-ball), le Sisley Volley (volley-ball) et acquiert le Benetton Rugby Trévise qu'il sponsorise depuis 1971. Recherchant une promotion de la marque au niveau mondial, Luciano et Gilberto Benetton choisissent la Formule 1 car il s'agit, selon ses critères, d'un sport excitant, glamour et avec un fort esprit de compétition. À cette période, la discipline-reine du sport automobile bénéficie d'une audience télévisuelle en hausse continue. La vitesse, les monoplaces colorées, la dimension internationale la haute technologie, et le facteur humain qui caractérisent la Formule 1 séduisent la famille italienne qui cherche à promouvoir son image jeune et dynamique.
En 1983, Benetton devient le commanditaire principal de l'écurie britannique Tyrrell Racing, à hauteur de quatre millions de dollars. Malgré un moteur Ford Cosworth atmosphérique à la puissance bien inférieure à celle des moteurs turbocompressés, Michele Alboreto remporte au volant de la Tyrrell 011 le Grand Prix des États-Unis Est, à Détroit, le dernier succès de l'écurie britannique et du moteur Ford-Cosworth en Formule 1. La formation anglaise entame cependant son déclin et Benetton met fin à son partenariat pour sponsoriser Alfa Romeo dès la saison suivante,,.

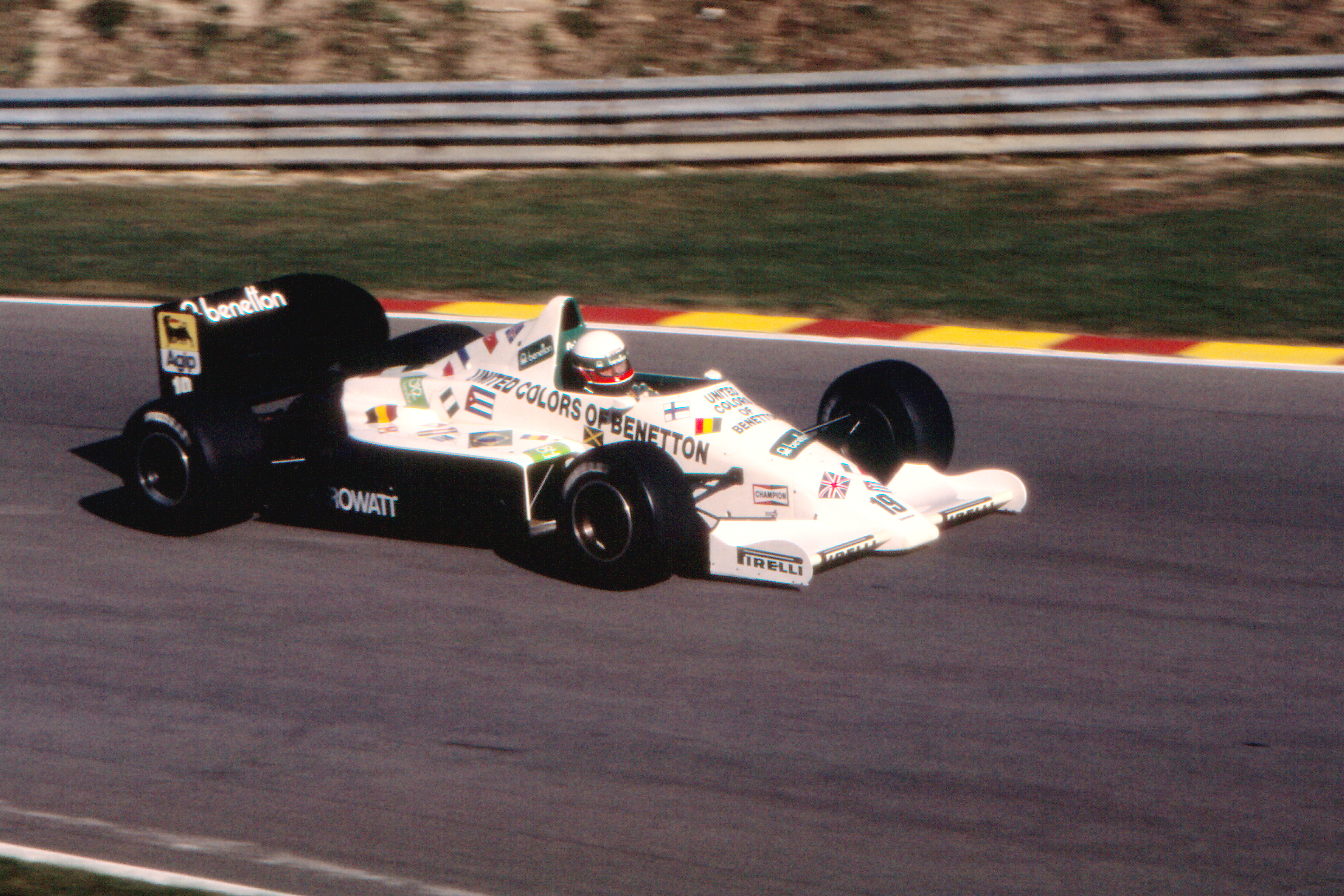
La Toleman TG185 de Teo Fabi aux couleurs de Benetton en 1985.

En 1984, les Alfa Romeo 184T pilotées par Eddie Cheever et Riccardo Patrese arborent les couleurs de Benetton, qui soutient l'écurie italienne avec un budget équivalent à celui alloué à Tyrrell. Les résultats se révèlent très modestes, excepté une troisième place de Patrese lors du Grand Prix d'Italie 1984,. Le manque de performance d'Alfa Romeo, confirmé dès le début de la saison 1985, déplaisent à Davide Paolini, le directeur de la publicité de Benetton, qui évoque un « parrainage un peu décevant », et à Luciano Benetton, qui souhaite rester en Formule 1 à la condition de s'impliquer davantage dans la gestion d'une écurie,,.
Benetton sponsorise également la modeste écurie britannique Toleman Motorsport, dans une situation financière critique, malgré de solides performances réalisées par le jeune Ayrton Senna en 1984 et une équipe technique solide, dirigée par l'ingénieur sud-africain Rory Byrne. Toleman est contrainte de manquer les trois premières manches du championnat, car Goodyear et Pirelli refusent de fournir l'écurie en pneumatiques. Seule l'intervention de Benetton, qui entre dans le capital de l'écurie et rachète Spirit Racing en faillite pour transférer son contrat de pneumatiques de Pirelli à Toleman permet à cette dernière de courir. Fin 1985, Benetton rachète Toleman pour deux millions de dollars,.

### 1986-1990: les débuts en tant qu'écurie

#### Premier succès (1986)

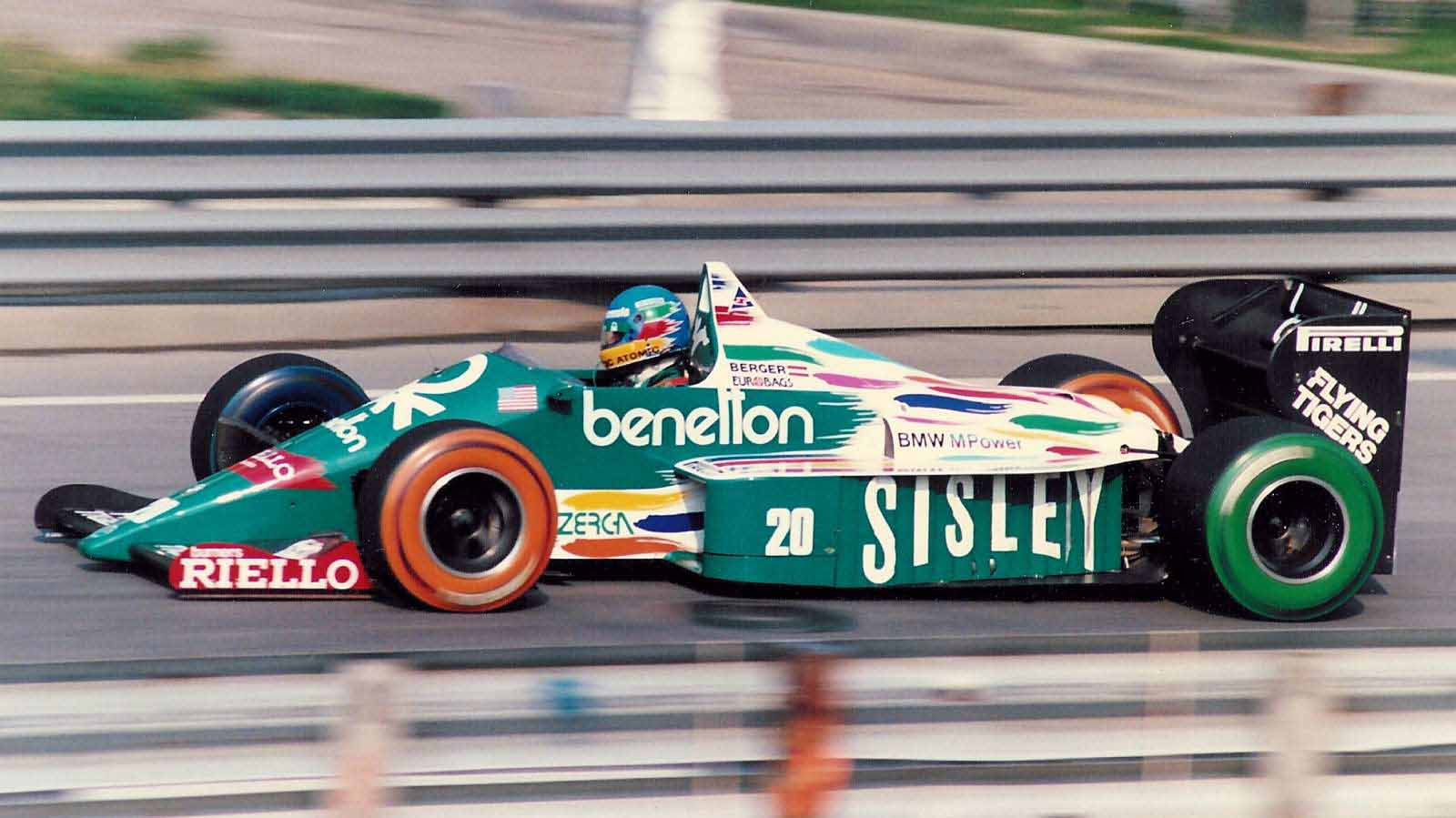
Gerhard Berger pilote une Benetton B186 aux pneus bicolores « United Colors » au Grand Prix de Detroit 1986.

Benetton, désormais désireux « d'agir personnellement » dans les décisions de l'équipe, fait donc ses débuts en Formule 1 en tant que constructeur en 1986, sous pavillon britannique. Il s'agit de la première marque non liée au secteur automobile à faire son entrée dans la discipline. Davide Paolini en est le directeur général, tandis que Peter Collins assure la direction sportive. Avant son rachat par Benetton, Toleman développe la TG186, finalement rebaptisée Benetton B186. Dessinée par Rory Byrne, elle est propulsée par un moteur turbocompressé à quatre cylindres fourni par BMW, et équipée de gommes Pirelli. Elle est confiée à l'Italien Teo Fabi et à l'Autrichien Gerhard Berger. Benetton se démarque notamment par sa livrée multicolore à dominante verte, inhabituelle en Formule 1, y compris pour les pneumatiques, à l'occasion du Grand Prix de Détroit,.
Les B186 font preuve d'une vélocité impressionnante pour leur première saison : l'écurie marque huit points dès ses trois premières courses, avec notamment une troisième place de Gerhard Berger à Saint-Marin. Néanmoins, l'écurie souffre d'importants problèmes de fiabilité mécanique lors du reste du championnat. En fin de saison, Teo Fabi réalise deux poles positions en Autriche et en Italie, puis, Gerhard Berger, à la faveur des meilleures performances de ses pneumatiques Pirelli sur les gommes Goodyear équipant la concurrence, remporte sa première victoire, également le premier succès de l'écurie britannique, lors du Grand Prix du Mexique. Benetton se classe finalement sixième du championnat du monde des constructeurs avec dix-neuf points,.

#### Les débuts du partenariat avec Ford (1987-1988)

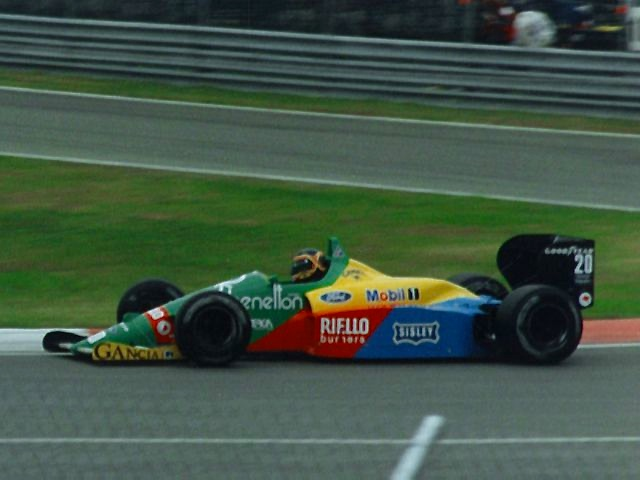
Thierry Boutsen au volant de la Benetton B188 au Grand Prix du Canada 1988.

Pour 1987, Gerhard Berger quitte Benetton pour la Scuderia Ferrari et est remplacé par le Belge Thierry Boutsen. BMW, qui fournissait trois écuries, n'approvisionne plus que l'écurie Brabham. Benetton profite de la disparition de Haas Lola pour reprendre le contrat la liant avec Ford-Cosworth,. La B187 est ainsi équipée d'un moteur V6 turbocompressé, mais très peu fiable, gâchant ainsi les solides performances réalisées en qualifications, jusqu'à ce que le constructeur américano-britannique ne modifie le turbocompresseur. Boutsen et Fabi se classent ensuite très régulièrement dans les points et une troisième chacun, en Autriche et en Australie,.
Peu avant l'entame de la saison 1988, Luciano Benetton cède la présidence de l'écurie à son deuxième fils, Alessandro, tandis que Teo Fabi est remplacé par son compatriote Alessandro Nannini,. La B188 est une évolution de sa devancière et se distingue par un moteur V8 atmosphérique, puisque Ford-Cosworth choisit de se détourner des blocs turbocompressés, anticipant ainsi leur interdiction pour 1989. Boutsen et Nannini obtiennent sept podiums, tous des troisième places. Le Belge est également troisième du Grand Prix de Belgique, mais lui et son coéquipier écopent d'une disqualification pour avoir utilisé un carburant non conforme à la réglementation. Benetton se classe finalement à la troisième place du championnat des constructeurs, avec 39 points, loin derrière McLaren et Ferrari,.

#### Arrivée de Flavio Briatore à la direction (1989)
L'organigramme de l'écurie voit l'arrivée de Flavio Briatore, géomètre de formation qui s'est tourné vers les affaires et rencontre Luciano Benetton à la bourse de Milan au début des années 1980. Chargé d'introduire la marque de vêtements sur le marché américain, Briatore mène une offensive commerciale couronnée de succès. Fin 1988, Briatore est convié par Luciano Benetton à assister au Grand Prix d'Australie et, bien que peu captivé par la discipline qu'il considère comme « un divertissement » et non un sport, accepte de devenir le nouveau directeur général de Benetton Formula,.

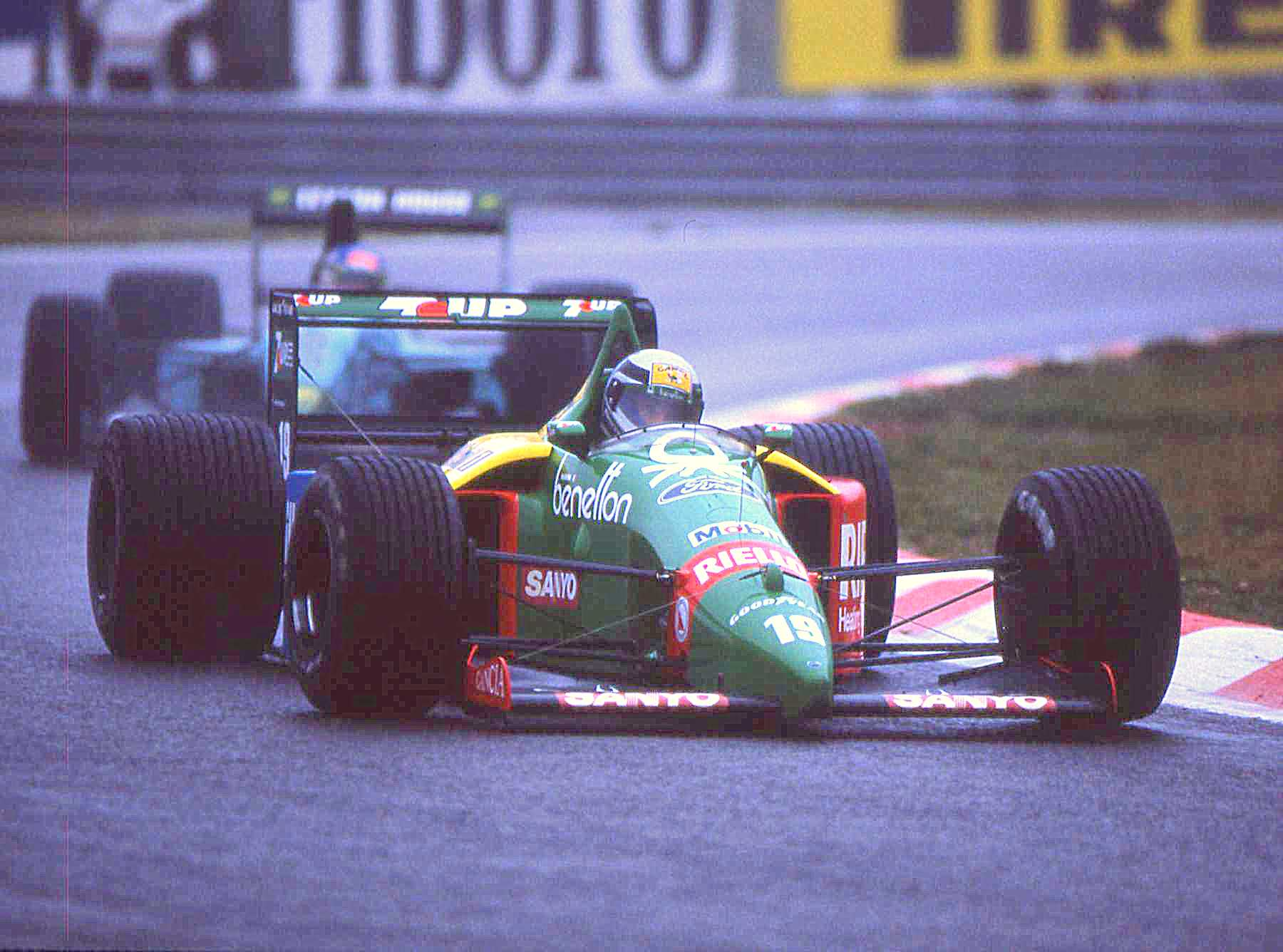
Alessandro Nannini au volant de la Benetton B189 au Grand Prix de Belgique 1989.

Benetton conserve la B188 en début de saison 1989, le temps que Ford-Cosworth finalise son moteur V8 HBA fourni exclusivement à l'écurie italienne pour sa nouvelle B189. Un accident lors d'essais privés à Imola réalisés par Alessandro Nannini contraint également l'équipe à retarder l'engagement de cette monoplace. Néanmoins, le châssis B188 demeure compétitif et Nannini obtient la troisième place du Grand Prix de Saint-Marin. L'autre baquet est confié au novice Johnny Herbert : le Britannique, grand espoir de la course automobile, est victime d'un très grave accident lors d'une manche du championnat international de Formule 3000 en août 1988 sur le circuit de Brands Hatch, peu de temps après la signature de son contrat avec Peter Collins pour 1989. De graves blessures aux jambes compromettent la suite de sa carrière. Tenant à respecter la parole qu'il avait donnée, Collins confirme l'engagement d'Herbert qui prend le départ du premier Grand Prix de la saison 1989, au Brésil. Malgré des débuts encourageants soldés par une quatrième place, il apparaît vite que Herbert n'est pas encore suffisamment rétabli : souffrant physiquement et marchant avec des béquilles, il termine régulièrement hors des points et échoue parfois à se qualifier. Flavio Briatore entre alors rapidement en conflit avec Peter Collins, lui reprochant notamment sa mauvaise gestion du cas Herbert : la non-qualification du Britannique au Canada lui vaut son remplacement par un autre novice, Emanuele Pirro, alors pilote essayeur chez McLaren, et le départ de Collins,. La B189, engagée à partir du Grand Prix de France, permet à Alessandro Nannini de s'imposer au Japon, la deuxième victoire de l’histoire de Benetton, à la suite de la disqualification d'Ayrton Senna.

#### Nouvelles ambitions avec Nelson Piquet (1990)

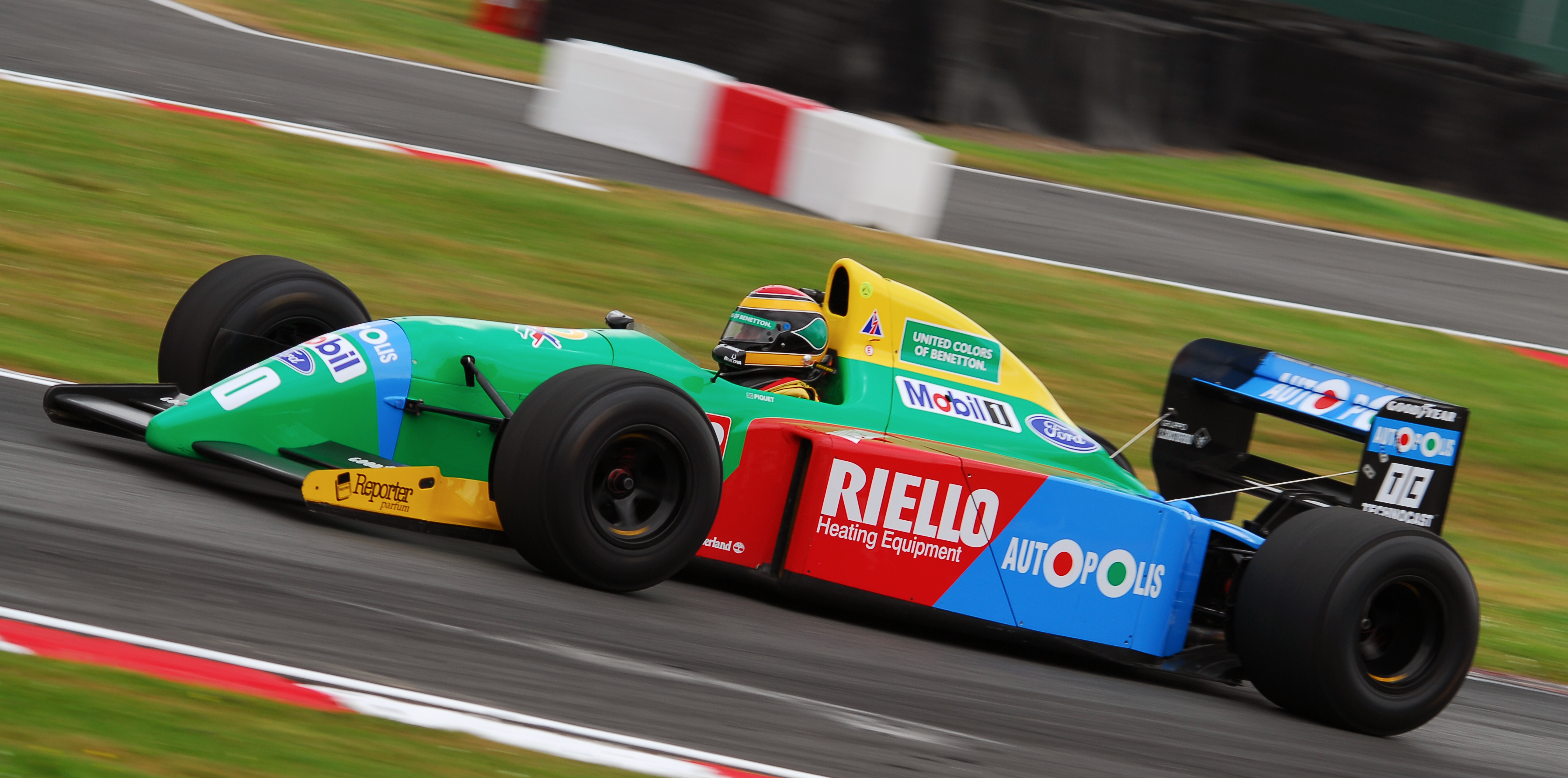
La Benetton B190 en démonstration en 2013.

Fin 1989, Flavio Briatore ne renouvelle pas le contrat d'Emanuele Pirro et réussit un grand coup en enrôlant le triple champion du monde Nelson Piquet pour la saison 1990, qui semble sur le déclin après deux saisons délicates au sein du Team Lotus. Le manager italien lui offre un salaire modeste au regard de son statut mais assorti de primes aux résultats. Le Brésilien est surtout motivé par l'arrivée de John Barnard, victorieux avec McLaren les années précédentes. L'ingénieur britannique signe un contrat de trois ans et une liberté d'action totale. Il se penche sur la future B190 dessinée par Rory Byrne et impose de nombreuses modifications, point de départ d'une relation délicate entre les deux hommes. Byrne quitte l'écurie au cours de la saison 1990 pour s'engager chez Reynard tandis que Barnard crée un bureau d'études moderne, le Benetton Advanced Research Group, installé à Godalming, utilise la soufflerie de la Royal Aircraft Establishment à Farnborough et développe l'utilisation de la fibre de carbone. Ces avancées technologiques permettront le développement de la B191 de 1991. De son côté, Flavio Briatore signe un contrat de trois saisons avec Ford assorti d'une ristourne de 30 % sur le prix des moteurs en échange de la présence du logo du motoriste sur les voitures,. L'équipe encore jeune, même si elle ne pouvait pas se vanter de l'expérience et de la tradition des grands constructeurs, commence à se faire un nom au sein du microsome de la Formule 1 : en quelques années seulement, la famille Benetton a apporté de nouvelles méthodes de communication et de gestion à la discipline, commençant à faire de l'ombre aux écuries historique sur le plan sportif et à contrarier les autres sur le plan politique.
Bien qu'au crépuscule de sa carrière, Nelson Piquet et Alessandro Nannini réalisent de bonnes performances au volant de la B190 alignée à partir du Grand Prix de Saint-Marin. Le Brésilien, vainqueur de deux courses consécutives au Japon et en Grand Prix d'Australie, obtient la troisième place du championnat du monde des pilotes. Cependant, en fin de saison, une semaine après la manche espagnole, Nannini est victime d'un grave accident d'hélicoptère lors duquel son bras est sectionné. Bien que son bras ait été rattaché avec succès grâce à une série d'opérations, l'accident marque la fin de sa carrière sportive. Benetton le remplace par Roberto Moreno, transfuge de l'équipe Eurobrun qui a fait faillite. Après la collision entre Ayrton Senna et Alain Prost au départ du Grand Prix du Japon, Piquet et Moreno réalisent un doublé, le second décrochant son unique podium en Formule 1,. À la fin de la saison, Benetton se classe troisième du championnat du monde des constructeurs avec 71 points.

### 1991-1995: les années Schumacher

#### Réorganisation technique (1991)

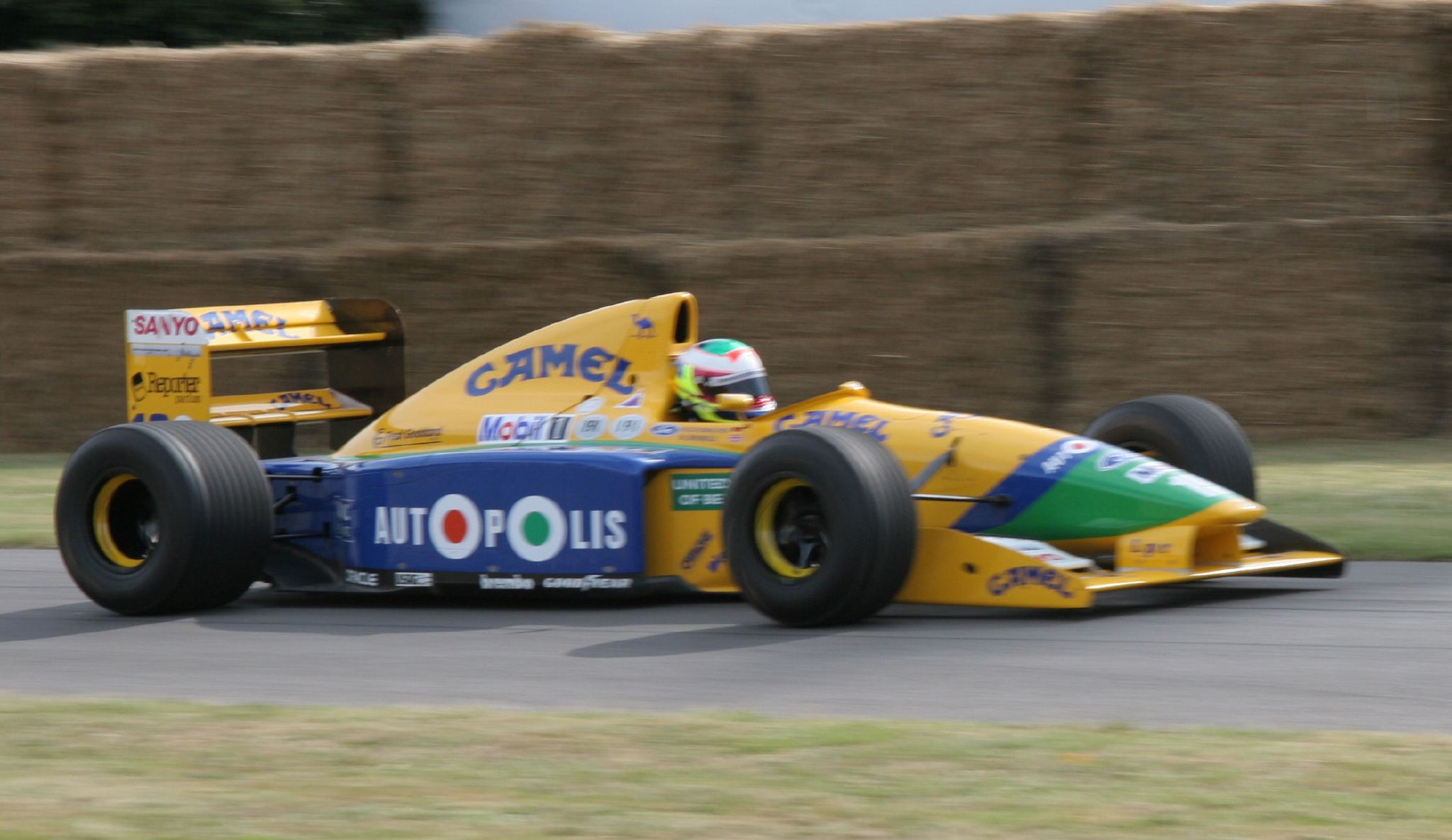
La Benetton B191 en 2006 à Goodwood.

En marge de la saison 1991, Flavio Briatore, qui cherche à augmenter le budget de l'écurie pour ne plus dépendre du seul soutien direct de la famille Benetton, signe un partenariat de trois ans avec le cigarettier Reynolds en échange de dix millions de dollars annuels ; les monoplaces arborent les couleurs de Camel qui devient le sponsor-titre de l'équipe. Benetton signe également un contrat exclusif de fourniture de pneumatiques avec Pirelli pour trois millions de dollars. Joan Villadelprat est nommé directeur sportif en remplacement de Gordon Message. Afin de renforcer le secteur de l'ingénierie, 35 % du capital de Benetton Formula est cédé à l'écurie TWR de Tom Walkinshaw, à l'origine de la victoire de la Jaguar XJR-9 aux 24 Heures du Mans 1988.
Au début de la saison, Benetton choisit d'utiliser la B190 de 1990, équipée d'ailerons conformes à la nouvelle règlementation. À son volant, Nelson Piquet termine troisième du Grand Prix inaugural aux États-Unis. La nouvelle monoplace, la B191, qui fait son apparition lors de la troisième manche disputée à Saint-Marin, est la première de celles des écuries de pointe à adopter la philosophie de conception du nez haut, une innovation apportée l'année précédente par la Tyrrell 019. Piquet remporte ensuite une victoire surprise au Canada après que la Williams-Renault FW14 de Nigel Mansell ait soudainement connu une panne technique dans le dernier tour de la course alors qu'il était en tête. Le Brésilien décroche une dernière troisième place en Belgique,.
A l'occasion de cette épreuve, Flavio Briatore se montre impressionné par la prestation du débutant Michael Schumacher, issu de la filière Mercedes et appelé à la hâte par Jordan Grand Prix pour remplacer Bertrand Gachot, incarcéré à Londres. Briatore engage le jeune Allemand à partir de la course suivante à Monza en remplacement de Roberto Moreno. Eddie Jordan dépose une plainte contre Briatore et l'écurie Benetton auprès de la Haute Cour de justice britannique. Finalement, cette affaire est résolue par Bernie Ecclestone, qui était également impliqué dans le transfert de Schumacher vers Benetton : celui-ci propose un arrangement sous la forme d'une fourniture gratuite de moteurs Yamaha à Jordan pour 1992. Benetton termine le championnat du monde des constructeurs à la quatrième place avec 38,5 points,,.
Pendant ce temps, à la mi-saison, John Barnard quitte Benetton en raison de divergences avec la direction de l'écurie. Rory Byrne, qui venait tout juste de rater l'arrivée de Reynard en Formule 1, fait son retour en tant que chef aérodynamicien, tandis que Ross Brawn, issu du Tom Walkinshaw Racing, est nommé directeur technique. Tous deux développent et perfectionnent la B191 imaginée par Barnard. Enfin, un grand terrain est trouvé à Enstone pour bâtir le futur quartier général et l'usine de l'écurie,.

#### Le début de l'ère Byrne-Brawn (1992)

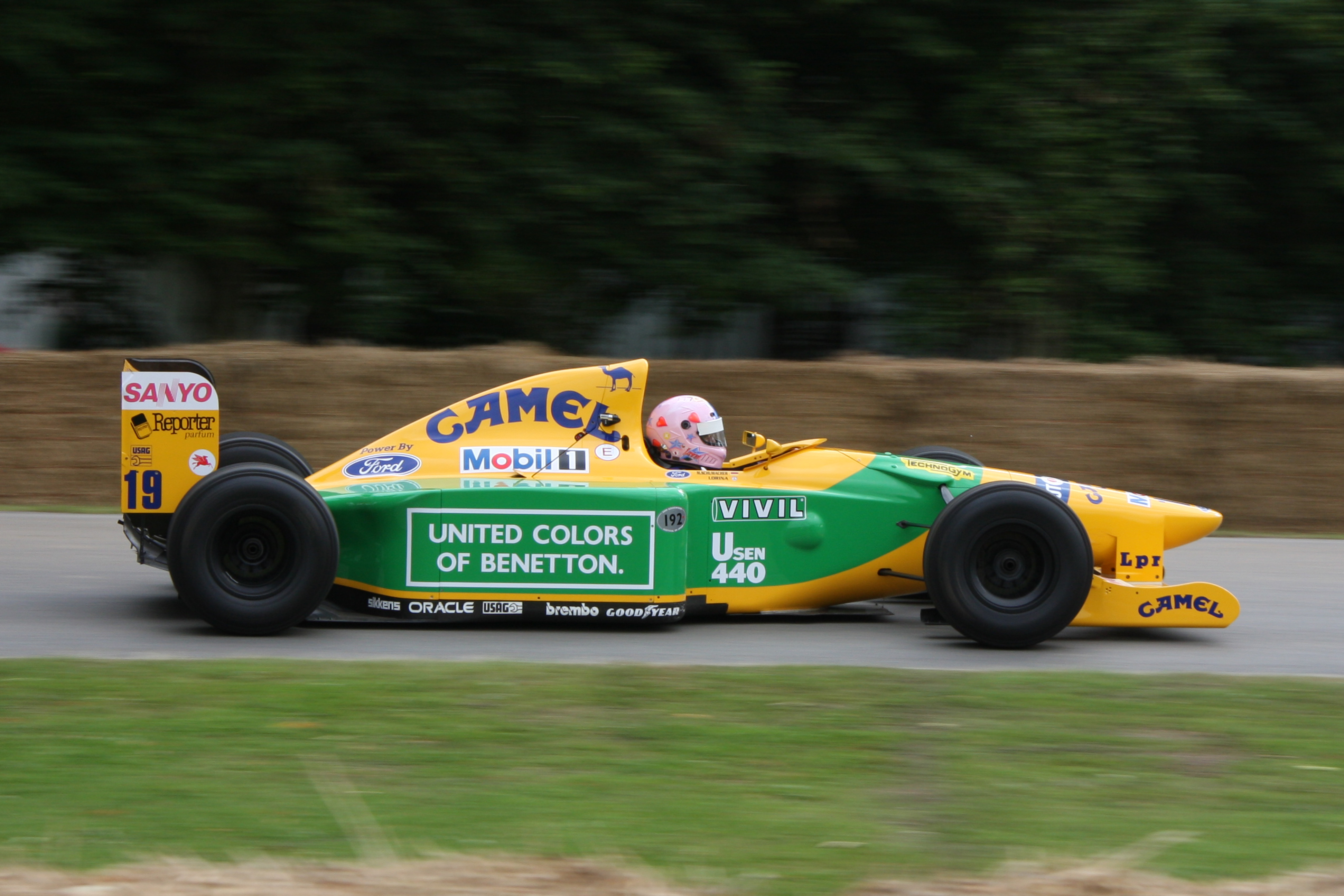
La Benetton B192 en 2008 à Goodwood.

En janvier 1992, Luciano Benetton déclare dans un journal argentin que le triple champion du monde Alain Prost rejoindra son écurie en 1993. Rapidement démentie, cette annonce jugée relativement crédible confirme le nouveau statut de l'équipe,. À l'entame de la saison, Tom Walkinshaw Racing accroit à 50 % sa prise de participation dans le capital de Benetton Formula. Nelson Piquet se retire de la Formule 1 et est remplacé par le pilote britannique Martin Brundle. Malgré son inexpérience, Michael Schumacher devient le premier pilote de l'écurie. Enfin, le pilote de Formule 3000 Alessandro Zanardi est recruté en tant que pilote d'essais, tandis qu'est annoncé le développement d'un moteur V12 par Ford-Cosworth.
Comme lors de la saison précédente, l'écurie choisit d'aligner une version modifiée de la voiture de la saison précédente, la B191B, pour les trois premières courses du championnat, au volant de laquelle Schumacher obtient deux podiums. La B192 est engagée à l'occasion du centième Grand Prix de l'histoire de Benetton, en Espagne, dotée d'une très bonne fiabilité en dépit de sa vitesse de pointe, permet à ses pilotes de décrocher onze podiums, dont la première victoire de Schumacher sous la pluie du Grand Prix de Belgique et de terminer chaque course dans les points. À l'issue de la saison, Benetton se classe à la troisième place du championnat du monde des constructeurs avec 91 points. En coulisses, Flavio Briatore rencontre Ayrton Senna pour discuter d'une éventuelle collaboration pour 1993 et 1994 mais, incapable de s'aligner sur les exigences financières du triple champion du monde, Briatore ne peut donner suite.

#### Nouveaux progrès (1993)

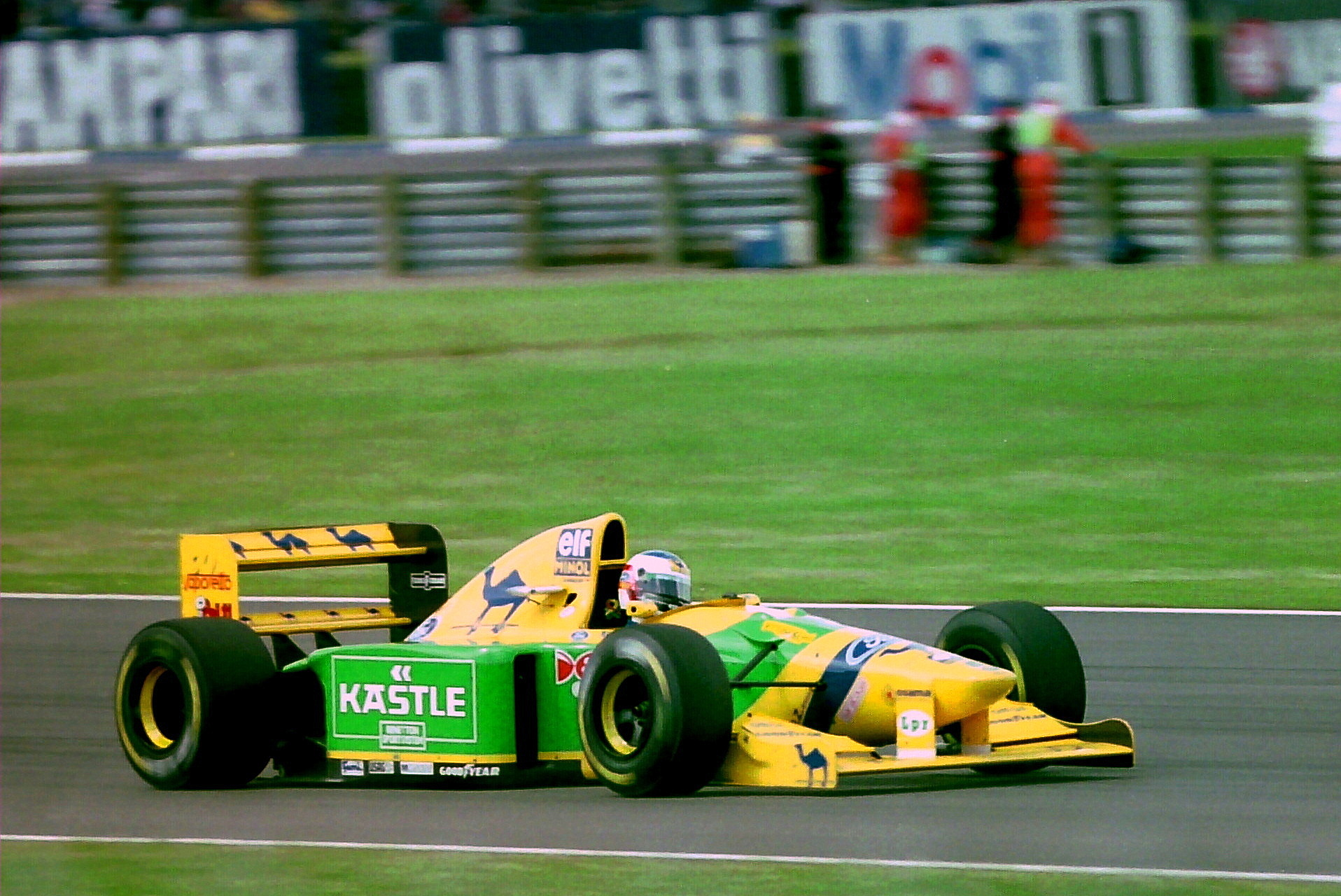
Michael Schumacher sur Benetton B193 au Grand Prix de Grande-Bretagne 1993.

La saison 1993 doit permettre à Benetton de confirmer son nouveau statut aux côtés de McLaren, Williams et Ferrari. Briatore sécurise la fourniture des moteurs Ford-Cosworth pour trois nouvelles saisons et obtient un accord d'exclusivité sur les évolutions futures du moteur. Le motoriste lui présente également la maquette d'un futur V12 devant équiper, à terme, les Benetton. La B193 est une évolution de la précédente B192 disposant d'une boîte de vitesses transversale semi-automatique, de suspensions actives et de quelques évolutions aérodynamiques. Le vétéran italien Riccardo Patrese, en provenance de chez Williams, est embauché pour seconder Schumacher. Malgré tous les espoirs placés en elle, la B193 s'avère très difficile à piloter, souffrant d'un centre de gravité trop haut à cause du positionnement du moteur et de la boîte de vitesses, elle use rapidement ses pneumatiques. Alors que Michael Schumacher s'impose au Portugal, Patrese prend sa retraite à la fin de la saison. L'intersaison 1993 est marquée par les discussions entre Briatore et Willi Weber, l'agent de Michael Schumacher qui arrive en fin de contrat. Conscient du talent de son pilote, Weber entend revoir son salaire à la hausse, d'autant que McLaren commence à lui manifester son intérêt, Ron Dennis proposant huit millions de dollars annuels pour 1994 et 1995. Cette situation est délicate pour Briatore qui n'a pas les moyens financiers de rivaliser avec les écuries de pointe. L'absence de perspectives techniques chez McLaren pousse Weber à accepter l'offre du manager italien : deux saisons pour quinze millions de dollars (cinq millions pour 1994 et dix pour 1995), somme fournie grâce au nouveau sponsor Mild Seven qui apporte vingt millions de dollars annuels jusqu'en 1997. Les Benetton arborent désormais une livrée essentiellement bleue.

#### Schumacher champion du monde (1994)

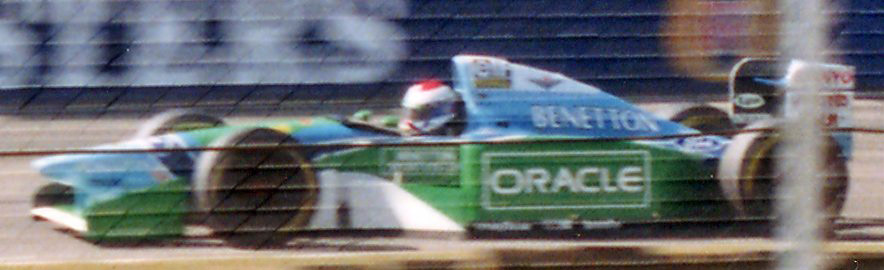
Jos Verstappen sur Benetton B194 au Grand Prix de Grande-Bretagne 1994.

Avant l'entame de la saison 1994, Ford, bien que lié par un contrat d'exclusivité avec Benetton, décide de motoriser également McLaren. Flavio Briatore se tourne alors vers Renault qui accepte de fournir Benetton pendant trois ans à partir de la saison 1995. Pour cette dernière saison avec le motoriste américain, Benetton bénéficie du nouveau Ford Zetec-R qui, avec 760 chevaux, est plus puissant que son prédécesseur. La monoplace B194 est une évolution de la B193 dont elle élimine les principaux défauts. Cette voiture partage également une ressemblance avec la modeste Pacific PR01 reposant sur un projet conçu par Rory Byrne lorsqu'il travaillait chez Reynard avant de rejoindre Benetton.
Pour épauler Schumacher, Briatore recrute le Finlandais J.J. Lehto mais, blessé lors d'essais privés, il est remplacé par le Néerlandais Jos Verstappen qui dispute les deux premières courses avant le retour de Lehto. Jugé insuffisamment performant, le Finlandais est ensuite congédié et Verstappen rappelé dès le Grand Prix de Montréal avant de céder sa place, à deux courses de la fin, à Johnny Herbert. Le rival désigné de Schumacher est le triple champion du Monde Ayrton Senna et sa Williams FW16. L'Allemand prend d'emblée le dessus en remportant les deux premières courses (Interlagos et Aïda) alors que son rival n'en termine aucune. Déçu par le manque de performances de sa FW16, le Brésilien met en cause la légalité de la Benetton B194, affirmant qu'elle est dotée d'un système antipatinage interdit par le nouveau règlement de la FIA. Le troisième Grand Prix, à Imola, est marqué par les décès de Roland Ratzenberger et d'Ayrton Senna tandis que Schumacher remporte sa troisième victoire consécutive et s'envole au championnat. À la fin de la course, la Ferrari 412 T1 de Gerhard Berger, la McLaren-Peugeot MP4/9 de Mika Häkkinen et la B194 de Schumacher sont mises sous scellés par les commissaires et leurs boîtiers électroniques saisis pour analyse par la FIA. Le bilan des investigations conclu à la légalité des trois voitures mais les doutes sur la Benetton subsistent. Après le Grand Prix de France qui voit Schumacher prendre un départ fulgurant, la FIA délègue alors à l' entreprise privée Liverpool Data Research Associates Ltd. le soin d'analyser en détail les données récupérées sur la B194. Il apparaît que Benetton dispose d'un système de départ automatique illégal. Toutefois, les investigations révèlent aussi que Benetton ne l'a visiblement pas utilisé et que sa procédure d'activation est extrêmement complexe pour le pilote. Si l'écurie est théoriquement en infraction, la FIA ne prend aucune sanction.
À Hockenheim, la B194 de Verstappen s'arrête aux stands pour ravitailler lorsqu'une giclée d'essence est accidentellement expédiée sur les échappements et le moteur ; la voiture s'embrase instantanément et brûle pendant une dizaine de secondes. Le pilote et les mécaniciens s'en tirent sans blessures graves mais cet incendie déclenche la polémique dans le paddock car l'examen du système de ravitaillement révèle qu'une valve de sécurité a été démontée pour accélérer le débit du carburant. Benetton se défend en disant avoir obtenu l'autorisation de Charlie Whiting de procéder à cette modification. Si le délégué technique de la FIA a bien été consulté, il précise qu'il a seulement donné son aval pour demander l'autorisation à la société Intertechnique qui fournit les systèmes de ravitaillement. L'entreprise française fait alors savoir qu'elle n'a pas été consultée et qu'elle aurait refusé la demande. La FIA menace alors d'exclure Benetton du championnat.
Remis de ses frayeurs, le Hollandais, dès la course suivante à Budapest, monte sur le premier podium de sa carrière, derrière Schumacher et Hill.
Schumacher est disqualifié à Silverstone, pour un dépassement lors du premier tour de formation. Benetton et Schumacher ignorent volontairement le drapeau noir afin de négocier avec les commissaires de piste à la fin de la course ; il est alors disqualifié et suspendu pour deux courses. La FIA est accusée de chercher à relancer l'intérêt du championnat dominé par l'Allemand. Ces soupçons sont relancés à Spa, où Schumacher, vainqueur, est disqualifié pour usure excessive du patin de bois sous la voiture après un tête-à-queue sur une bordure. Damon Hill profite de l'absence de son rival pour combler son retard au championnat et les deux hommes se présentent à égalité de points à Adelaïde pour la dernière course de la saison. Dès le départ, Hill saute dans les roues de Schumacher, parti en première ligne derrière Mansell en pole position, et cherche à le pousser à la faute. Hill maintient la pression jusqu'au trente-cinquième tour où Schumacher touche le mur avant de revenir sur la piste : sa monoplace est endommagée et ne peut terminer la course. Dans le sixième virage, ignorant que Schumacher est sur le point d'abandonner, Hill se porte à sa hauteur pour le dépasser lorsque Schumacher se rabat sur lui, brisant le triangle de suspension de la Williams et provoquant leur double abandon. La FIA conclut à un simple incident de course : le titre de champion du monde des pilotes revient à Schumacher tandis que Williams remporte celui des constructeurs.
En coulisses, la famille Benetton, inquiète du pouvoir grandissant pris par Tom Walkinshaw, décide de l'écarter discrètement avec l'aide de Flavio Briatore. L'homme d'affaires italien qui avait acquis Ligier lui délègue la gestion de l'écurie française.

#### Le doublé pilote et constructeur (1995)

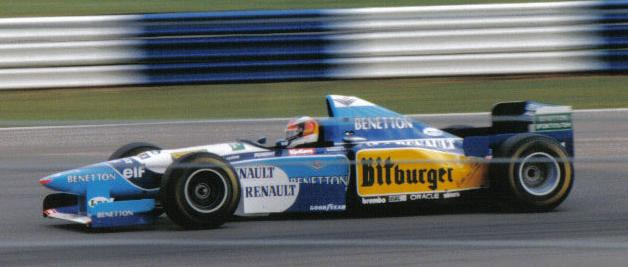
Michael Schumacher sur la Benetton B195 au Grand Prix de Grande-Bretagne 1995.

Le principal changement pour la saison 1995 est l'apparition du moteur Renault, considéré comme le meilleur du plateau. Malgré cet avantage, la Benetton B195 s'avère rapidement une monoplace délicate à conduire car manquant cruellement d'appuis. La présence d'un moteur Renault dans la Benetton oblige le motoriste français qui fournit également Williams à un équilibre délicat : il faut absolument éviter tout transfert d'informations entre les deux écuries qu'il propulse. Le début de saison est marqué par une nouvelle polémique quand Michael Schumacher est déclassé, tout comme le second David Coulthard, après sa victoire au Brésil, pour essence non conforme ; la victoire lui est finalement rendue par le tribunal d'appel de la FIA. Affrontant les Williams FW17 de Hill et Coulthard, Schumacher confirme sa mainmise sur la discipline en remportant huit autres victoires (Espagne, Monaco, France, Allemagne, Belgique, Europe, Pacifique et Japon) et en remportant le titre dès Aïda, quinzième épreuve d'une saison qui en compte dix-sept. Il pousse régulièrement Damon Hill à la faute, ce dont profite Johnny Herbert qui remporte deux victoires (Grande-Bretagne et Italie) et conduit Benetton à son unique titre de champion du monde des constructeurs.
L'été 1995 est surtout marqué par l'officialisation du départ de Michael Schumacher pour Ferrari à partir de 1996. D'après Briatore, le pilote allemand a été séduit par le prestige de la Scuderia, l'envie d'un nouveau défi et un salaire sur lequel Benetton ne pouvait s'aligner. En fin de saison Rory Byrne, le chef designer, prend une année sabbatique. Benetton conserve toutefois son directeur technique Ross Brawn, encore lié contractuellement pour l'année 1996.

### Le déclin (1996-1999)

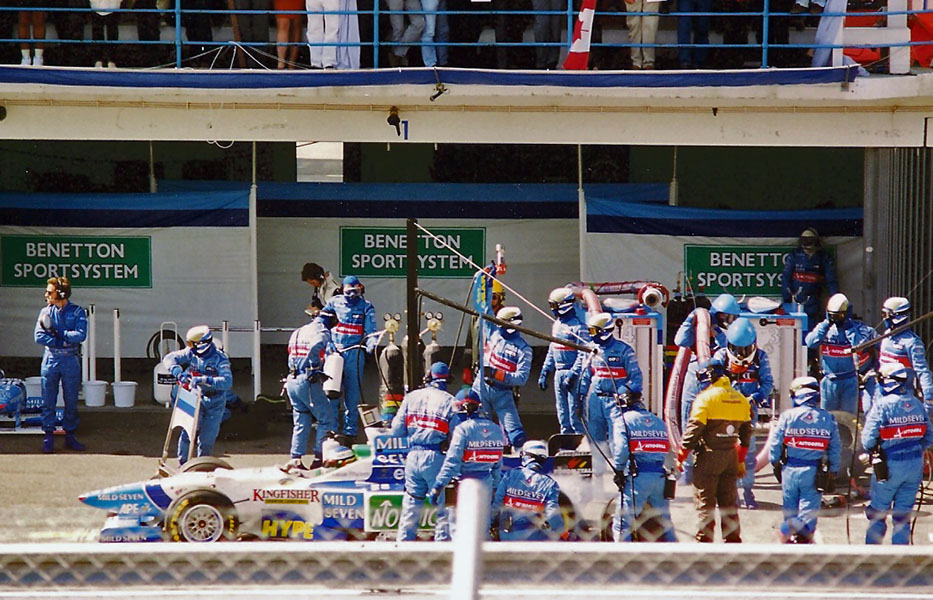
La B196 aux stands lors du Grand Prix du Portugal.

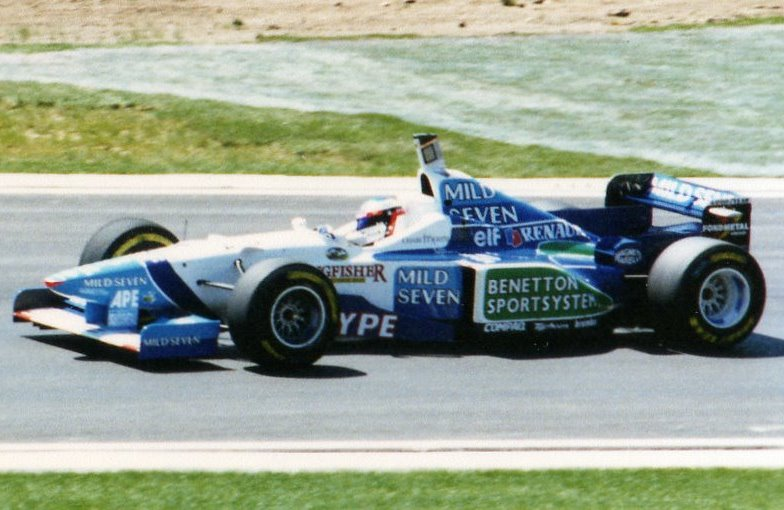
La B196, une monoplace décevante.

Benetton entame l'après-Schumacher par une mesure symbolique en décidant de courir sous nationalité italienne ; depuis le rachat de Toleman en 1986, Benetton courait sous pavillon britannique. Malgré le départ de plusieurs cadres, la formation italienne entame 1996 avec de grandes ambitions, disposant d'un budget d'environ 78 millions de dollars, équivalent à celui de Williams-Renault. L'écurie recrute le duo de pilotes Ferrari Jean Alesi et Gerhard Berger. À l'entame de la saison, le Français, à qui Williams a proposé un contrat, est un des favoris pour le titre avec Damon Hill tandis que l'Autrichien, qui a déjà couru pour Benetton quelques années plus tôt, dispose d'une expérience considérable.
La nouvelle B196, toujours conçue par Ross Brawn, est présentée officiellement dans le théâtre grec de Taormine en Sicile. Elle dispose d'un moteur RS8 Renault de 750 chevaux, identique à celui de la Williams FW18 et elle se distingue de la B195 championne du monde par une boîte de vitesses à sept rapports. La B196 souffre d'un développement compliqué, entamé au cours de la saison 1995, qui oblige l'équipe technique à travailler simultanément sur les évolutions de la B195 et sur sa remplaçante. La conception de la voiture fait largement appel aux données informatiques recueillies pendant la saison précédente et à la conception assistée par ordinateur. La monoplace est lourde, plus longue que ses concurrentes et son aérodynamique complexe la rend difficile à piloter. Dans son autobiographie, Gerhard Berger explique qu'elle souffrait également d'un important sous-virage à haute vitesse provoqué par un défaut de conception du fond-plat et du diffuseur, défauts déjà présents sur la B195. Sa nouvelle boîte de vitesses se montre peu fiable et encombrante et sa prise d'air, mal située, a une influence directe sur la vitesse de pointe, inférieure à celle de la Williams FW18 équipée du même moteur,. Selon les deux pilotes, la B196 rendait entre 7 et 15 km/h en ligne droite à leur concurrente directe.
Pour la première fois depuis 1988, Benetton termine la saison sans remporter de course malgré plusieurs podiums et quelques belles performances. Sur le tracé urbain de Monaco, Jean Alesi mène l'épreuve avant que sa suspension ne le trahisse, et le Français termine troisième au Canada et en France. Son meilleur résultat est une deuxième place à Monza, circuit où sa voiture était pourtant handicapée par sa faible vitesse de pointe. Pour sa part, Gerard Berger mène la course en Allemagne avant d'abandonner sur problème mécanique à trois tours de l'arrivée. Dans un documentaire diffusé en 1997, Nick Wirth déclare : « Nous avons fait une énorme erreur sur le design de la B196. » Le directeur technique Ross Brawn rejoint Michael Schumacher chez Ferrari, ce qui achève d'affaiblir l'écurie qui termine malgré tout troisième du championnat des constructeurs. Estimant les performances et l'implication de ses pilotes insuffisantes, Flavio Briatore baisse leur salaire pour la saison 1997.

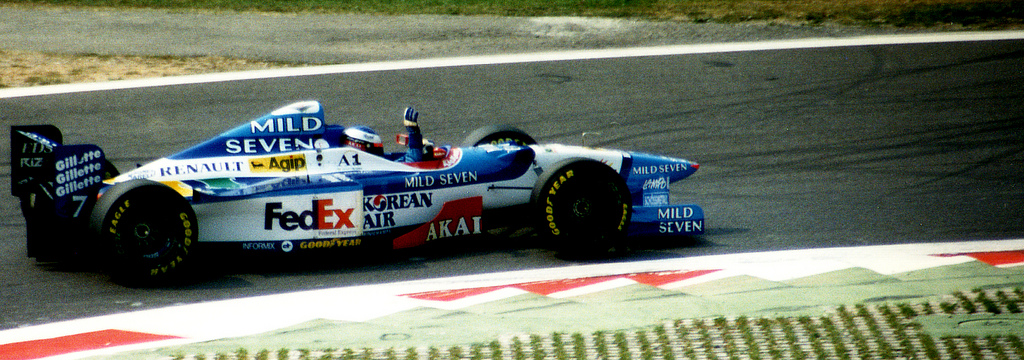
Jean Alesi sur la Benetton B197 au Grand Prix d'Italie 1997.

La conception de la B197 de la saison 1997 est confiée à Pat Symonds et à Nick Wirth qui modifient en profondeur la monoplace de l'année précédente. La voiture est allégée d'une vingtaine de kilogrammes, le différentiel hydraulique et la direction assistée sont retravaillés, une boîte de vitesses à six rapports est installée et la suspension arrière est complètement modifiée. La motorisation est assurée par un moteur Renault RS9 de 755 chevaux. La B197 est présentée sur Piccadilly Circus, dans les murs du Planet Hollywood. La saison s'avère à nouveau compliquée malgré des essais prometteurs, la B197 ne pouvant rivaliser avec les Williams FW19 et Ferrari F310B. Si elle se montre très rapide sur certains circuits, la B197 s'avère très capricieuse et délicate à mettre au point.

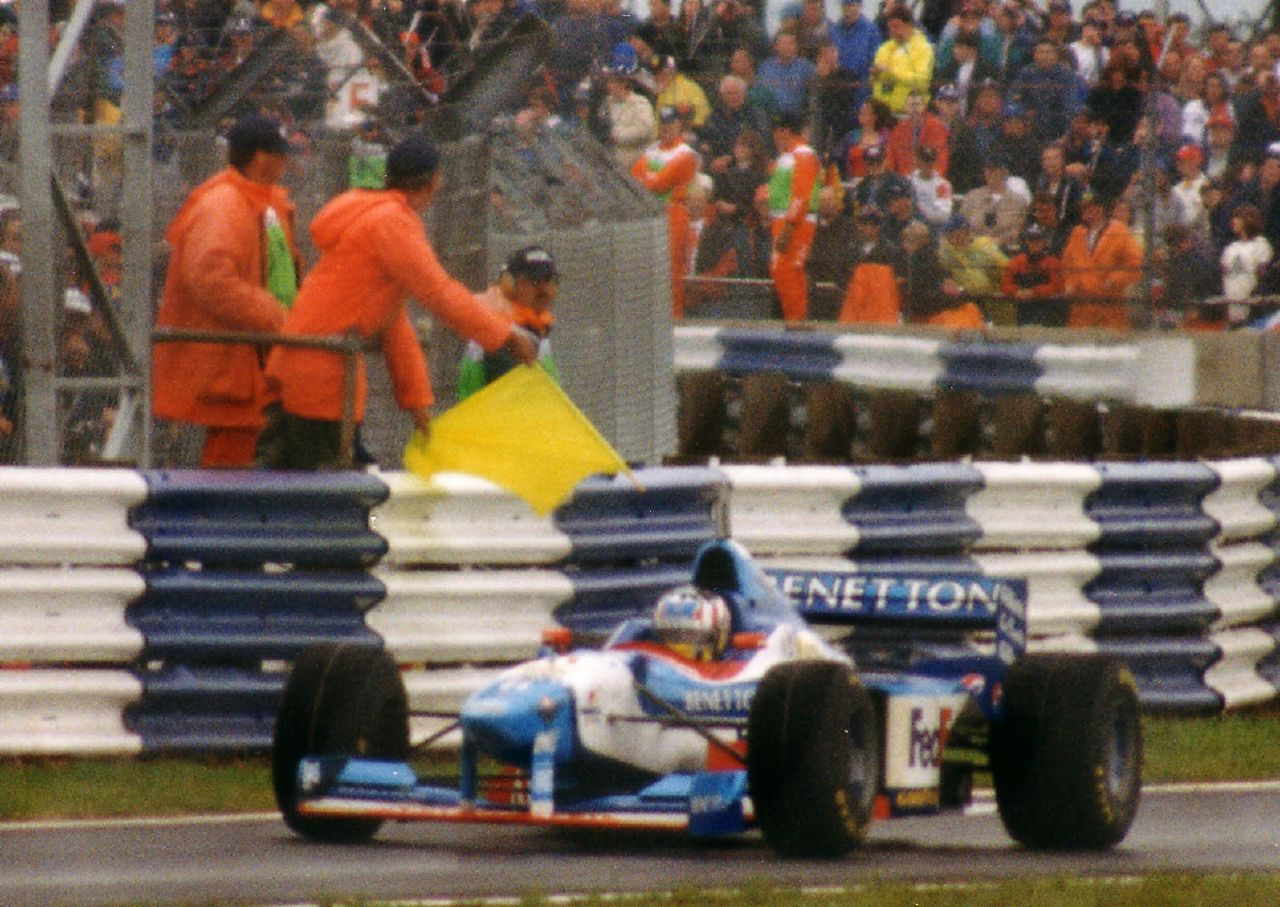
Le jeune Alexander Wurz décroche la troisième place à Silverstone en 1997.

Benetton lutte pour la troisième place avec McLaren, conservant sa place grâce à la fiabilité incertaine du puissant moteur Mercedes. Le nouveau pilote d'essai de l'écurie, Alexander Wurz, fait ses débuts pour trois courses (Canada, France et Grande-Bretagne) en remplacement de Gerhard Berger atteint d'une sinusite. S'il abandonne lors des deux premières, il monte sur le troisième marche du podium en Angleterre.
La situation interne se dégrade inexorablement sous la pression des mauvais résultats. Flavio Briatore critique ouvertement Jean Alesi tandis que Berger, qui vient de perdre son père dans un accident d'avion durant sa convalescence, est invité à prendre son temps pour se rétablir, son remplaçant donnant entière satisfaction. Dans ces conditions, sa victoire à Hockenheim où il réalise la pole position et domine toute la course aidé par une audacieuse stratégie à deux ravitaillements, a un goût amer. Seulement menacé un temps par la Jordan-Peugeot du jeune Giancarlo Fisichella, il s'impose devant Michael Schumacher et Mika Hakkinen et obtient la première victoire d'une Benetton depuis 1995, la dernière de l'écurie et la seule avec la nationalité italienne. Dans cette ambiance pesante, Jean Alesi arrive malgré tout à exploiter sa B197 en certaines occasions, terminant troisième en Espagne puis deuxième au Canada, en Grande-Bretagne, au Luxembourg et en Italie. Lors de l'épreuve italienne, Alesi parti de la pole position mena l'essentiel de la course avant de se faire dépasser par David Coulthard dans les stands.
Déçus par le déclin de l'écurie italienne, Alesi part chez Sauber tandis que Berger annonce sa retraite. L'écurie tente d'approcher Damon Hill, sans résultat. En cours de saison, la famille Benetton rachète 35 % des actions de l'écurie que détenait Flavio Briatore qui démissionne en septembre ; il est remplacé par David Richards dont la société Prodrive obtient une renommée mondiale en assurant avec succès l'engagement officiel de Subaru dans le championnat du monde des rallyes au milieu des années 1990. Le Britannique avait auparavant été mandaté par British American Tobacco, sponsor de Subaru en rallye, pour négocier un rachat de l'écurie italienne pour le compte du cigarettier. Si un désaccord fait échouer la négociation, Richard est néanmoins choisi comme directeur de l'écurie Benetton en remplacement de Briatore. Le manager britannique découvre une équipe en difficulté : le contrat de sponsoring avec Mild Seven expire déjà fin 1998 et, surtout, Benetton Formula n'a plus de fournisseur moteur avec le retrait de Renault de la Formule 1. Flavio Briatore, actionnaire de la Scuderia Minardi et qui avait acquis une option pour la fourniture de moteurs Renault RS9 fabriqués sous licence par la société française Mecachrome revend son contrat à Benetton pour 5 millions de dollars. Ces moteurs développent environ 750 chevaux, nettement moins que les blocs Mercedes ou Ferrari. Ils sont théoriquement identiques à ceux des Williams FW20, même si les résultats des essais hivernaux de Barcelone laissent entrevoir quelques différences et que leurs évolutions seront liés aux investissements des écuries dans leur développement.
Enfin, un partenariat est signé avec Bridgestone deux jours avant la présentation de la nouvelle voiture,. Des rumeurs circulent rapidement au début de l'année 1998, affirmant que Benetton a fourni toutes les données des gommes Goodyear au manufacturier japonais, ce que l'écurie anglo-italienne et Bridgestone démentent. La présentation  officielle de la B198 se déroule sobrement à Londres, David Richards insistant essentiellement sur la nécessité d'une stabilité et d'un cap clair pour affronter l'avenir. La B198 conçue par Nick Wirth est présentée comme une véritable innovation par rapport aux précédentes monoplaces qui n'étaient que des évolutions d'un concept déjà ancien.

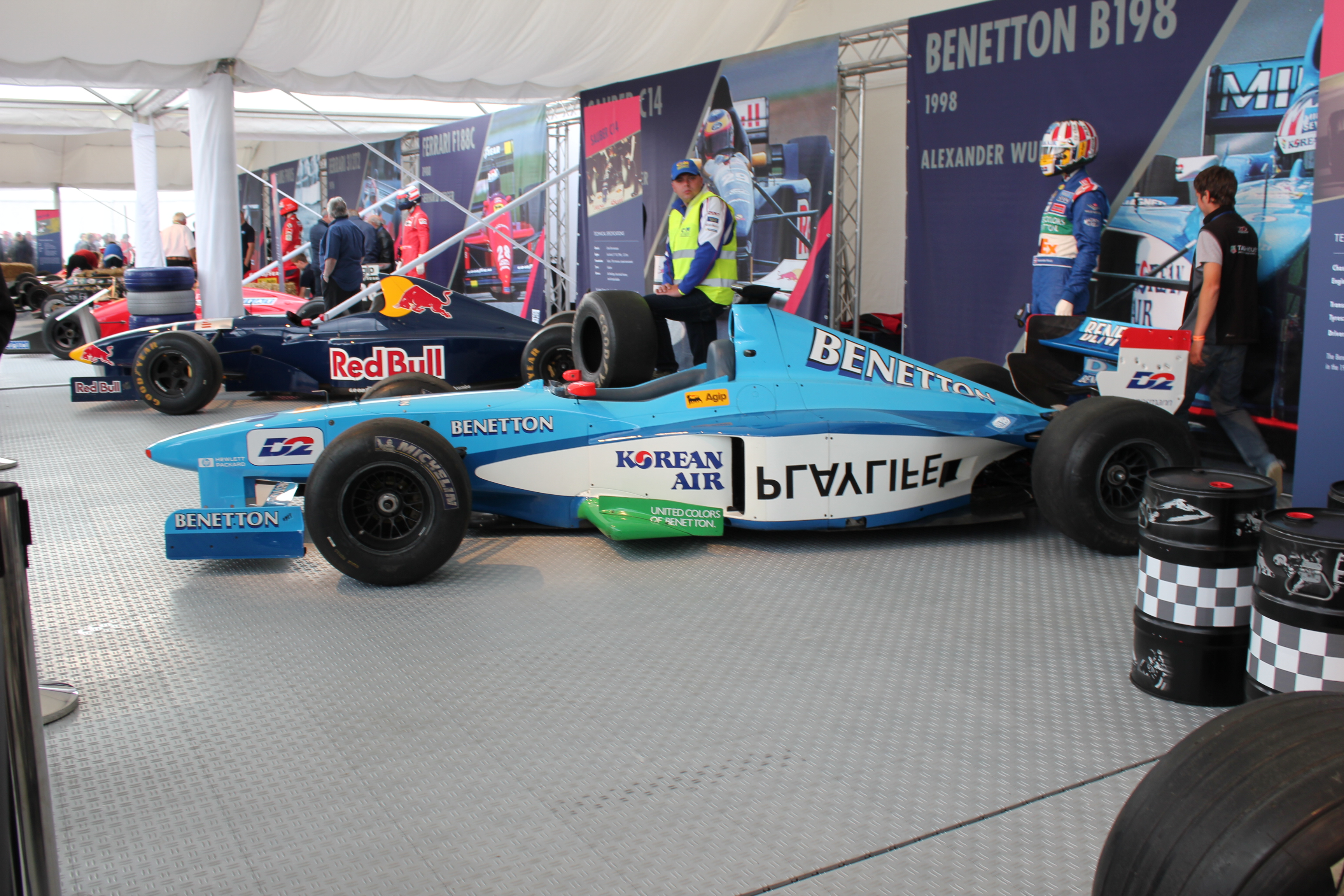
La Benetton B198 en exposition en 2014.

Pour la saison 1998, le nouveau manager engage un jeune duo de pilotes : Giancarlo Fisichella qui sort d'une solide saison chez Jordan et Alexander Wurz, vainqueur des 24 Heures du Mans en 1996. Dès son apparition en Australie, la B198 se retrouve au centre d'une polémique lorsque plusieurs ingénieurs d'écuries concurrentes mettent en doute sa capacité à protéger les jambes des pilotes en cas d'accident. Néanmoins, la B198 se montre performante dès le début de la saison, avec une double entrée dans les points en Australie. Au Brésil, les B198 arborent de gros déflecteurs entre les roues avant et étrennent un nouveau système de répartition du freinage sur une seule roue. Une épreuve que Wurz termine à la quatrième place alors qu'il n'avait encore jamais roulé sur le circuit d'Interlagos tandis que Fisichella prend le point de la sixième place. Au Canada, la course est stoppée peu après le départ après un carambolage impliquant Alexander Wurz et les pilotes Sauber et Prost, durant lequel la B198 de l'Autrichien effectue plusieurs tonneaux. À Jean Alesi, furieux contre la jeune génération de pilotes « qui ne comprend pas qu'une course ne se joue pas uniquement au premier virage », l'Autrichien répond laconiquement : « J'aurais certes pu freiner plus tôt mais je suis un pilote de Formule 1, non ? » Lors du Grand Prix d'Autriche, l'équipe obtient sa quinzième pole position grâce à Fisichella, qui abandonne en course après un accrochage avec la Sauber de Jean Alesi. Si, à la mi-saison, Benetton pointe à la troisième place du championnat des constructeurs, la seconde moitié de la saison est plus difficile, l'écurie souffrant de la décision de Bridgestone de favoriser McLaren-Mercedes en lice pour le titre constructeur, au détriment de Benetton qui doit se contenter de pneus de qualité inférieure. Benetton perd deux places au profit de Williams et Jordan et termine cinquième du championnat des constructeurs, avec 33 points. Wurz est huitième avec dix-sept points tandis que Fisichella prend la neuvième place avec seize points.
La saison 1998 est marquée par les incertitudes autour du moteur devant motoriser les Benetton à partir de 2000, voire déjà 1999. David Richards souhaite abandonner le partenariat avec Mecachrome au profit d'une alliance avec Ford-Cosworth qui motorise déjà Stewart ; il essaie de persuader les Benetton de vendre une partie de leurs actions dans l'écurie au constructeur américain pour s'assurer de bénéficier d'un moteur d'usine mais ils refusent. Les discussions avec Ford s'enlisent et lors du Grand Prix de Silvertsone, David Richards signe un contrat de fourniture moteur pour 1999 et 2000 avec Mecachrome. Mais David Richards, qui avait mis sa démission dans la balance si la famille Benetton ne parvenait pas à un accord avec le motoriste américain, est contraint de quitter l'écurie en octobre 1998. La famille Benetton le remplace par Rocco Benetton, présent depuis septembre 1997 en tant que directeur commercial. Le fils de Luciano, désormais à la tête de la gestion sportive devient, à seulement trente ans, le plus jeune manager d'équipe en Formule 1. Toujours en coulisses, à l'instigation de Flavio Briatore le manufacturier de tabac japonais Mild Seven prolonge son contrat jusque fin 2000.

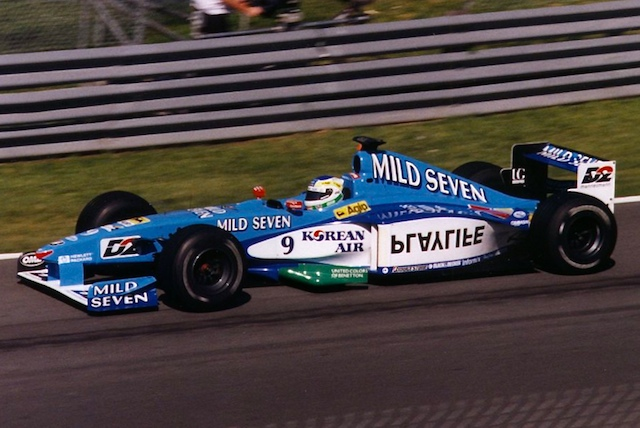
Giancarlo Fisichella sur la Benetton B199 au Grand Prix du Canada 1999.

1999 est annoncée comme la saison du retour au premier plan. La famille Benetton a repris le contrôle de l'écurie et la B199 conçue par Nick Wirth assisté par Pat Symmonds est présentée comme une voiture révolutionnaire : « La B199 se veut ingénieuse et particulièrement poussée dans le domaine de l'aérodynamique » explique Rocco Benetton lors de la présentation de la voiture à Enstone. La monoplace dispose d'une boîte de vitesses à double embrayage, d'un différentiel hydraulique et surtout d'un système de répartition du couple sur les roues avant expérimenté l'année précédente sur la B198. Ce « Front Torque Transfert » développé avec l’aide d’Xtrac et de GKM agit comme une assistance au freinage permettant aux pilotes de retarder le freinage et de garder une meilleure stabilité en virage, tout en limitant les pertes de temps en cas de blocage des roues. D'après les spécialistes, ce système pourrait s'avérer décisif pour effectuer un dépassement en début de virage, même si plusieurs concurrents mirent en doute la légalité de ce système assimilé à une aide au pilotage. Toutefois, le système agit bien sur les roues et non directement sur les freins, ce qui le rend théoriquement légal. La conception de la B199 a nécessité 4 500 dessins techniques et soixante heures de travail par semaine. L'écurie confirme son duo de pilotes de la saison précédente et engage le jeune espoir français Laurent Redon comme pilote d'essai ; essayeur de la Scuderia Minardi la saison précédente, le Français a privilégié l'offre de Benetton alors qu'il envisageait une carrière aux Etats-Unis. Faute de pilote d'essais la saison précédente, Fisichella et Wurz devaient tester la voiture en plus des weekend de courses, ce qui avait fini par se ressentir physiquement. Benetton apparaît comme la plus jeune équipe du plateau puisqu'avec ses trois pilotes et le manager Rocco Benetton, la moyenne d'âge est de 26 ans.
Rocco Benetton ne fait pas mystère de ses ambitions : « Nous voulons revenir au sommet mais nous savons que ce sera difficile et que nous devons être humbles et réalistes ce qui signifie que nous devrons peut-être nous contenter d'être seulement deuxième ou troisième. » Malgré cet optimisme affiché, la B199 reste propulsée par un moteur, le  Playlife FB-01, qui n'est qu'une légère évolution du Mecachrome GC37-01 de l'année précédente, et une simple mise à jour du Renault RS9 de 1997 qui ne peut masquer son manque de puissance face aux blocs Ferrari, Mercedes ou Mugen-Honda dont on sait que la maison-mère envisage de revenir en tant que constructeur en 2000,.
Les essais d'avant-saison montrent quelques soucis de fiabilité et que l’équilibre de la voiture est bousculé par l’installation du système de transfert de couple à l'avant de la voiture.
Dès les premières courses, la conception de la B199 se révèle définitivement erronée : l'équipement technologique embarqué la rend lourde, lente et provoque un manque d'adhérence chronique tandis que la fiabilité s'avère douteuse et que d'importantes vibrations dans le cockpit gênent le travail des pilotes. Régulièrement, le système FTT est débranché pour gagner quelques kilogrammes et permettre d'équilibrer la répartition des masses de la voiture,. La boîte de vitesses à double embrayage, trop lourde et n'apportant aucun avantage, est également abandonnée dès le Grand Prix de Saint-Marin, troisième course de la saison. Les deux pilotes obtiennent quelques points en début de saison, mais sont incapables de suivre le rythme des McLaren, Ferrari et Jordan. Le seul un coup d'éclat est la deuxième place de Fisichella au Canada, après une course à rebondissements. L'Italien ne cache pas sa satisfaction : « Depuis deux courses, nous étions complétement perdus mais ce week-end nous avons su faire fructifier le gros potentiel intrinsèque de la voiture. Le début de la course fut difficile car je sous-virais avec le plein d'essence. Mais quand la machine s'est allégée, elle est devenue beaucoup plus aisée à conduire. Plus encore que le résultat brut, c'est le comportement de la voiture qui me remplit de joie ce soir . »
Mais la B199 retrouve son véritable niveau dès les Grands Prix suivants : performances médiocres en qualification, courses laborieuses, manque de fiabilité, système FTT régulièrement inutilisable et peu de points inscrits. Déçu par les performances de Wurz, Rocco Benetton envisage même, début août, un échange avec Pedro Diniz, de chez Sauber. Au Grand Prix de Belgique, Benetton renouvelle les contrats de ses deux pilotes pour la saison 2000 avec une option pour 2001. Les deux pilotes obtiennent également de Rocco Benetton une réorganisation du staff technique. En fin de saison, lors du Grand Prix d'Europe sur le Nürburgring, dans des conditions très pluvieuses, parti sixième, Fisichella hérite de la tête de la course au 45e des 66 tours mais son appuie-tête se décroche peu après ; surpris, il part en tête-à-queue et abandonne,.
Benetton termine sixième du championnat des constructeurs, ce qui provoque le renvoi de Nick Wirth et du directeur sportif Joan Villadelprat. Le directeur technique Pat Symonds est conservé mais il est désormais secondé par un directeur de projet, Tim Densham, qui possède une solide expérience en Formule 1 par ses passages chez Lotus, Brabham, Tyrrell et chez Honda où il participa à un programme de recherche.
Malgré ses performances décevantes, la B199 a principalement souffert d'être sous-motorisée, le Supertec FB-01 développant 780 chevaux contre 810 pour le Mercedes FO 110H et 805 pour le Type 048/B/C de Ferrari. Quant au système de répartition du couple sur les roues avant, il sera repris, avec un certain succès, par British American Racing quelques années plus tard avant d'être interdit par la FIA.

### 2000-2001: le rachat par Renault et la disparition

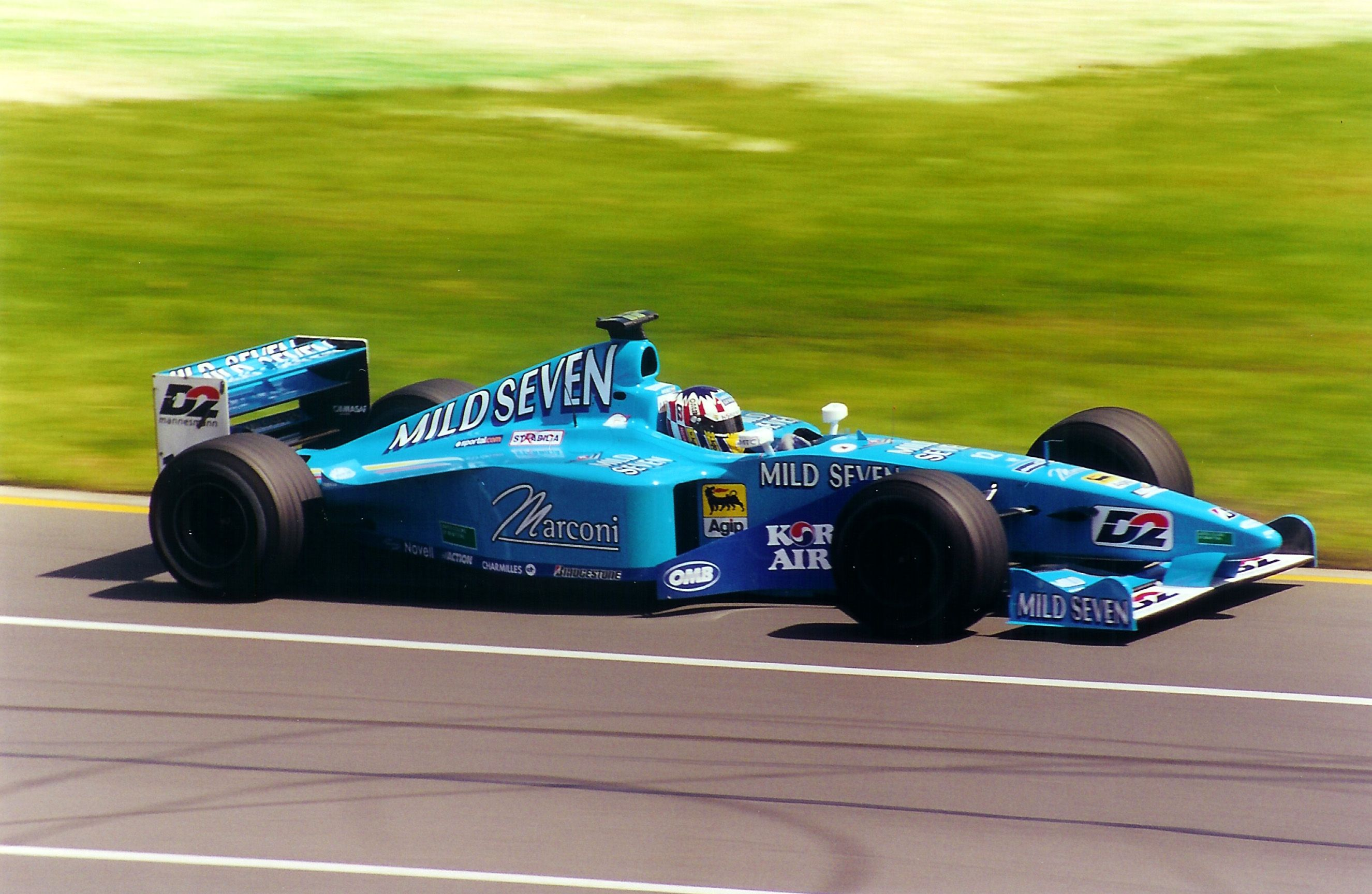
Alexander Wurz sur la Benetton B200.

Après l'échec de la campagne de 1999 et l'incapacité à renouer avec le succès, le modèle d'écurie indépendante apparaît difficilement viable face aux grands constructeurs de plus en plus présents en Formule 1. Le budget de l'écurie évalué à environ 100 millions de dollars dépend essentiellement de l'apport des sponsors et est lourdement grevé par le coût des décevants moteurs Supertec, limitant la capacité d'investissement dans la recherche et développement, pourtant vitale. La famille Benetton prend alors la décision de vendre rapidement l'écurie. Dans le même temps, Renault qui a décidé de revenir en tant que constructeur se met en quête d'une écurie à racheter. Après réflexions, c'est Benetton qui est choisi. Les négociations se déroulent sans grande difficulté durant l'hiver 1999-2000. Le 15 mars 2000, Carlo Gilardi, administrateur délégué du Groupe Benetton, signe à Billancourt l'accord de cession de l'écurie à Renault pour 120 millions de dollars, mettant un terme à l'aventure commencée quinze ans plus tôt. Dans un communiqué, Luciano Benetton déclare : « Aujourd'hui, pour garantir à l'écurie le développement qu'elle mérite dans ce nouveau contexte, il est opportun de passer le témoin. » Selon les termes du contrat, Benetton continue à courir sous son nom propre jusqu'à la fin de la saison 2001, date à laquelle l'écurie deviendra officiellement Renault F1 Team. 
Pour la nouvelle saison, Benetton revient à la simplicité avec la B200 conçue par Pat Symonds, Tim Densham et l'aérodynamicien Ben Agathangelou : « La B200 a été conçue pour utiliser une technologie et des méthodologies éprouvées dans le but d'être toujours rapide et fiable. Nous avons fait des progrès sur le poids et mené des recherches considérables sur l'aérodynamique et la géométrie de la suspension. Nous avons aussi travaillé en étroite collaboration avec Supertec pour produire un moteur Playlife sur mesure pour la voiture. C'est ce qui nous manquait. Pour cette B200, la philosophie appliquée a été celle d'un retour aux concepts basiques de l'automobile de course. Simplicité et efficacité à tous les niveaux. »
Le duo de pilotes qui a donné satisfaction les deux  saisons précédentes est conservé. La monoplace est présentée officiellement le 17 janvier 2000 dans l'enceinte du Musée national d'Arts à Barcelone. Malgré ses difficultés sportives, l'écurie reste suffisamment attractive pour conserver ses sponsors principaux. Japan Tobacco, D2 Mannesman, Agip ou encore Korean Air renouvellent leur partenariat tandis que l'électronicien Marconi et MTCI les rejoignent.
En interne, Rocco Benetton cède sa place à Flavio Briatore, resté proche du constructeur français, pour préparer le retour du nouveau propriétaire. Le nouveau manager fait sa première apparition dans le paddock au deuxième Grand Prix de la saison au Brésil, où Giancarlo Fisichella termine deuxième. « Le début de course avec le plein fut très pénible, il y avait un très fort sous-virage et rester sur la trajectoire était difficile. Heureusement, après quinze tours, j'ai retrouvé du grip mais je n'ai pas cessé d'attaquer jusqu'à la fin. », déclare le pilote. Benetton pointe alors à la deuxième place du classement des constructeurs. 
En avril, la presse britannique annonce que Benetton vient de recruter Mike Gascoyne, le réputé directeur technique de Jordan, ce qui crée la panique dans l'écurie irlandaise. Briatore ravit également à Jordan son deuxième pilote, Jarno Trulli qui rejoindra Renault en 2002 puisqu'il n'est que « prêté » à l'écurie irlandaise pour les saisons 2000 et 2001. À ce stade, le projet pour 2002 est d'associer Trulli à Jacques Villeneuve. Alexander Wurz apparaît en danger et Briatore ne cache pas son souhait de s'en séparer rapidement. Les jeunes Antônio Pizzonia et Giorgio Pantano, qui roulent sur la B200 lors d'essais privés, sont pressentis pour le remplacer en cours de saison. Les performances décevantes de l'Autrichien contrastent avec la forme de son équipier qui enchaîne encore deux podiums à Monaco et au Canada. Benetton pointe à la troisième place du championnat des constructeurs, devant Williams et Jordan. Le contrat de l'Italien est logiquement renouvelé pour une saison, lors du week-end en Hongrie. Le 17 août, le recrutement de Jenson Button pour 2001 et 2002 est officialisé. L'équipe technique d'Enstone s'étoffe encore avec le recrutement de l'aérodynamicien Eghbal Hamidy, dont l'Arrows A21 se montre particulièrement efficace sur les circuits rapides. 
Le Grand Prix d'Italie, en septembre, permet à Alexander Wurz de marquer ses premiers points grâce à sa cinquième place. Mais, depuis la mi-saison, la B200 est en perte de compétitivité et l'écurie glisse à la quatrième place du championnat, dépassée par Williams et menacée par Jordan et BAR. Le Grand Prix suivant, à Indianapolis, est marqué par la violente altercation entre Fisichella et Briatore qui lui reproche sa « paresse » et son manque de travail après sa quinzième place en qualification. Si les dernières courses, au Japon et en Malaisie ne permettent pas à Benetton d'inscrire des points, l'écurie conserve de justesse sa quatrième place au championnat. 
Après cette saison en demi-teinte, Benetton bénéficie, en 2001, d'un moteur Renault d'usine pour sa dernière année d'existence sous son nom propre. La Benetton B201 est présentée sur la place Saint-Marc, à Venise, le 6 février 2001. Dessinée par Mike Gascoyne, rejoint par Mark Smith venu de chez Jordan, sa principale innovation est son moteur RS21 qui présente un angle large de 111° contre 72° habituellement dans un but aérodynamique, en raison du positionnement plus bas du moteur dans le châssis. Cette motorisation a été longuement testée dans un châssis B200B modifié. Patrick Faure, président de Renault Sport, fixe les attentes pour la nouvelle saison : « 2001 sera avant tout une année d'ajustement et de transition. C'est une année où nous allons renforcer et développer l'équipe et tester de nouvelles solutions, en particulier le moteur RS21, qui représente un grand pas en avant technologique en termes de compacité, de poids et d'efficacité. » Si Giancarlo Fisichella est conservé, Alexander Wurz est remplacé par Jenson Button, en provenance de Williams, tandis que le poste de pilote d'essai est confié à l'Australien Mark Webber. Benetton abandonne les pneumatiques Bridgestone pour se tourner vers Michelin qui effectue son retour dans la discipline. Dès les essais hivernaux sur le circuit d'Estoril, la voiture apparaît peu performante.

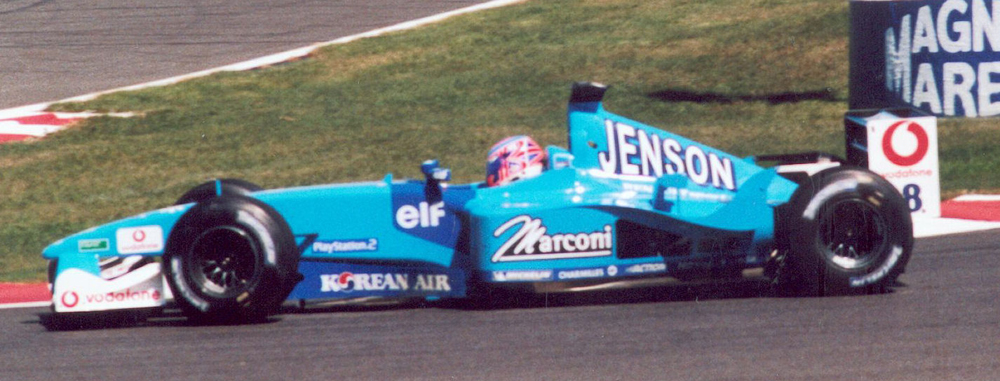
Benetton B201 en 2001 avec Jenson Button à son volant.

Dès le premier Grand Prix, à Melbourne, les B201 sont en difficulté. Le moteur manque clairement de puissance et les Benetton sont réduites à se battre, en fond de grille, contre les Arrows A22 et les modestes Minardi PS01 tout en étant nettement devancées par les Jaguar R2 et BAR 003. L'avantage de la compacité du moteur RS21 se paie également par d'importantes vibrations dans la voiture, un manque de rigidité du châssis et d'importants soucis de fiabilité. Au Brésil, Fisichella, parti en fond de peloton, ramène le point de la sixième place en profitant de l'abandon de onze concurrents tandis que Button semble complètement dépassé en terminant la course bon dernier avec plusieurs tours de retard. Excédé, le Britannique lâche que la B201 est une « boîte à merde  inconduisible. » En coulisse, le deuxième baquet pour la saison à venir fait l'objet d'une lutte entre Fisichella et Trulli qui aimerait rejoindre Renault en 2002, le duo Button - Trulli ayant les faveurs de Flavio Briatore et de Patrick Faure. 
Il faut attendre la mi-saison, grâce à une aérodynamique corrigée et un système de contrôle de traction travaillé au cours de l'année, pour que les deux B201 terminent dans les points, lors du Grand Prix d'Allemagne (Fisichella quatrième et Button cinquième). Après un double abandon au Grand Prix de Hongrie, Fisichella, parti de la huitième place à Spa-Francorchamps, termine troisième et offre à l'écurie son dernier podium. Malgré la qualification de Giancarlo Fisichella en sixième position au Japon, aucune monoplace ne termine dans les points. Contrairement aux deux années précédentes, Benetton a réalisé une bien meilleure deuxième moitié de saison que la première, même si cela n'aura pas suffi pour remonter significativement au championnat. Benetton conclut sur une septième place finale, son plus mauvais classement, avant de disparaître.

## Résultats en championnat du monde
| Saison | Écurie                       | Châssis                      | Moteur               | Pneus       | Pilotes                                                   | Grands Prix disputés | Points inscrits | Classement |
| ------ | ---------------------------- | ---------------------------- | -------------------- | ----------- | --------------------------------------------------------- | -------------------- | --------------- | ---------- |
| 1986   | Benetton Formula Ltd         | Benetton B186                | BMW 4 en ligne turbo | Pirelli     | Gerhard Berger Teo Fabi                                   | 16                   | 19              | 6e         |
| 1987   | Benetton Formula Ltd         | Benetton B187                | Ford V6 turbo        | Goodyear    | Teo Fabi Thierry Boutsen                                  | 16                   | 28              | 5e         |
| 1988   | Benetton Formula Ltd         | Benetton B188                | Ford V8              | Goodyear    | Thierry Boutsen Alessandro Nannini                        | 16                   | 39              | 3e         |
| 1989   | Benetton Formula Ltd         | Benetton B189                | Ford V8              | Goodyear    | Alessandro Nannini Johnny Herbert Emanuele Pirro          | 16                   | 39              | 4e         |
| 1990   | Benetton Formula Ltd         | Benetton B189B Benetton B190 | Ford V8              | Goodyear    | Nelson Piquet Alessandro Nannini Roberto Moreno           | 16                   | 71              | 3e         |
| 1991   | Camel Benetton Ford          | Benetton B190B Benetton B191 | Ford V8              | Pirelli     | Nelson Piquet Roberto Moreno Michael Schumacher           | 16                   | 38,5            | 4e         |
| 1992   | Camel Benetton Ford          | Benetton B191B Benetton B192 | Ford V8              | Goodyear    | Michael Schumacher Martin Brundle                         | 16                   | 91              | 3e         |
| 1993   | Camel Benetton Ford          | Benetton B193 Benetton B193B | Ford V8              | Goodyear    | Michael Schumacher Riccardo Patrese                       | 16                   | 72              | 3e         |
| 1994   | Mild Seven Benetton Ford     | Benetton B194                | Ford V8              | Goodyear    | Michael Schumacher Jos Verstappen JJ Lehto Johnny Herbert | 16                   | 103             | 2e         |
| 1995   | Mild Seven Benetton Renault  | Benetton B195                | Renault V10          | Goodyear    | Michael Schumacher Johnny Herbert                         | 17                   | 137             | Champion   |
| 1996   | Mild Seven Benetton Renault  | Benetton B196                | Renault V10          | Goodyear    | Gerhard Berger Jean Alesi                                 | 16                   | 68              | 3e         |
| 1997   | Mild Seven Benetton Renault  | Benetton B197                | Renault V10          | Goodyear    | Gerhard Berger Jean Alesi Alexander Wurz                  | 17                   | 67              | 3e         |
| 1998   | Mild Seven Benetton Playlife | Benetton B198                | Playlife V10         | Bridgestone | Giancarlo Fisichella Alexander Wurz                       | 16                   | 33              | 5e         |
| 1999   | Mild Seven Benetton Playlife | Benetton B199                | Playlife V10         | Bridgestone | Giancarlo Fisichella Alexander Wurz                       | 16                   | 16              | 6e         |
| 2000   | Mild Seven Benetton Playlife | Benetton B200                | Playlife V10         | Bridgestone | Giancarlo Fisichella Alexander Wurz                       | 17                   | 20              | 4e         |
| 2001   | Mild Seven Benetton Renault  | Benetton B201                | Renault V10          | Michelin    | Giancarlo Fisichella Jenson Button                        | 17                   | 10              | 7e         |

## Principaux pilotes
- Michael Schumacher : 68 Grands Prix, 19 victoires
- Nelson Piquet : 32 Grands Prix, 3 victoires
- Gerhard Berger : 46 Grands Prix, 2 victoires
- Johnny Herbert : 22 Grands Prix, 2 victoires
- Alessandro Nannini : 46 Grands Prix, 1 victoire
- Giancarlo Fisichella : 66 Grands Prix
- Alexander Wurz : 52 Grands Prix
- Jean Alesi : 33 Grands Prix

## Culture populaire
Plusieurs Benetton sont visibles dans divers musées, comme la B195 de Michael Schumacher au Musée automobile et technologique de Sinsheim. Une B186 pilotée par Gerhard Berger est conservée au musée BMW de Munich et un autre exemplaire est exposé au musée du Mondello Park de Brisbane. Un exemplaire de la B193B est visible au Meilenstein Museum de Langenthal.
Certaines voitures ont également été vendues aux enchères, comme la B191 par Sotheby's et une B198 par Memento Exclusive. Une B192 a également été proposée aux enchères en avril 2022 dans le cadre du Tour Auto de 2022.
Des Benetton B198 sont également utilisées dans des écoles de pilotage privées. Les monoplaces ne disposent généralement plus de leur moteur ou de leur monte pneumatique d'origine.
Les Benetton sont jouables dans les divers jeux vidéo de la série Formula One de 1996 à 2001. La B194 est également disponible dans l'édition Deluxe de F1 2020. Des mods dans plusieurs jeux vidéo permettent de piloter des Benetton, comme la B199 dans Assetto Corsa.
Les différentes Benetton ont également été reproduites en modèles réduits par la marque Minichamps.